# علي يرانغو
علي يرانغو (بالفرنسية: Aly Yirango)‏ (4 يناير 1994 مالي - ) هو لاعب كرة قدم مالي، يلعب كحارس مرمى.

## وصلات خارجية
علي يرانغو على موقع قاعدة بيانات كرة القدم.إي يو (الإنجليزية)
- علي يرانغو على موقع ناشيونال فوتبول تيمز (الإنجليزية)
- علي يرانغو على موقع Soccerway.com (الإنجليزية)
- علي يرانغو على موقع عالم كرة القدم.نت (الإنجليزية)
- علي يرانغو على موقع GSA (الإنجليزية)